# سیارک ۴۱۲۰
سیارک ۴۱۲۰ (به انگلیسی: 4120 Denoyelle، نامگذاری:1985RS4) چهار هزار و صد و بیستمین سیارک کشف شده‌است که در ۱۴ سپتامبر ۱۹۸۵ کشف شد.
قدر مطلق سیارک برابر ۱۲٫۹۰ است.